# ATP Pörtschach
L'ATP Pörtschach, noto per ragioni di sponsorizzazione nelle sue ultime edizioni come Hypo Group Tennis International e in precedenza come Kim Top Line, IP Cup e International Raiffeisen Grand Prix, è stato un torneo di tennis maschile svoltosi annualmente su campi in terra rossa dal 1984 al 2008. Nella sua storia ha cambiato varie sedi, inaugurato in Italia, a Bari, dopo sei edizioni si è trasferito a Genova per poi spostarsi in Austria: prima a Sankt Pölten per dodici edizioni e poi, nelle ultime tre, a Pörtschach am Wörther See. L'ultima edizione del torneo risale al 2008 e, nel 2010, il suo posto nel circuito maggiore è stato preso dall'Open de Nice Côte d'Azur di Nizza.

## Storia
Il torneo trae le sue origini dal Bari Challenger, evento facente parte delle ATP Challenger Series inaugurato al Circolo Tennis Bari nel 1981 con un montepremi di 25.000$. Dopo le prime tre edizioni, nel 1984 il montepremi fu portato a 75.000$ e il Challenger venne sostituito dal Grand Prix Bari, con il nome sponsorizzato Kim Top Line, prima edizione del torneo facente parte del circuito Grand Prix sponsorizzato dall'azienda di abbigliamento Kim, che si continuò a tenere al Circolo Tennis Bari fino al 1989.
Nel 1990 – con l'inaugurazione dell'ATP Tour – il torneo fu trasferito a Genova con il nuovo sponsor IP e prese il nome ATP Genova (IP Cup). Si giocarono a Genova quattro edizioni prima che i diritti fossero acquisiti dall'Austria e nel 1994 la nuova sede fu lo SPORT.ZENTRUM.Niederösterreich di St. Pölten, dove il torneo prese il nome ATP St. Pölten, sponsorizzato International Raiffeisen Grand Prix. Dopo 12 edizioni a St. Pölten, nel 2006 il torneo fu trasferito alla Werzer Arena di Pörtschach am Wörther See come ATP Pörtschach, con il nome del nuovo sponsor BTM Power Grand Prix, l'anno dopo prese il nome Hypo Group Tennis International e venne dismesso nel 2008.

## Albo d'oro

### Singolare
| Luogo                              | Anno | Campione              | Finalista              | Punteggio     |
| Pörtschach am Wörther See, Austria |      |                       |                        |               |
| ---------------------------------- | ---- | --------------------- | ---------------------- | ------------- |
| Pörtschach am Wörther See, Austria | 2008 | Nikolaj Davydenko (3) | Juan Mónaco            | 6–2, 2–6, 6–2 |
| Pörtschach am Wörther See, Austria | 2007 | Juan Mónaco           | Gaël Monfils           | 7–6(3), 6–0   |
| Pörtschach am Wörther See, Austria | 2006 | Nikolaj Davydenko (2) | Andrei Pavel           | 6–0, 6–3      |
| St. Pölten, Austria                | 2005 | Nikolaj Davydenko (1) | Jürgen Melzer          | 6–3, 2–6, 6–4 |
| St. Pölten, Austria                | 2004 | Filippo Volandri      | Xavier Malisse         | 6–1, 6–4      |
| St. Pölten, Austria                | 2003 | Andy Roddick          | Nikolaj Davydenko      | 6–3, 6–2      |
| St. Pölten, Austria                | 2002 | Nicolás Lapentti      | Fernando Vicente       | 7–5, 6–4      |
| St. Pölten, Austria                | 2001 | Andrea Gaudenzi       | Markus Hipfl           | 6–0, 7–5      |
| St. Pölten, Austria                | 2000 | Andrei Pavel          | Andrew Ilie            | 7–5, 3–6, 6–2 |
| St. Pölten, Austria                | 1999 | Marcelo Ríos (3)      | Mariano Zabaleta       | 4–4 rit.      |
| St. Pölten, Austria                | 1998 | Marcelo Ríos (2)      | Vincent Spadea         | 6–2, 6–0      |
| St. Pölten, Austria                | 1997 | Marcelo Filippini     | Patrick Rafter         | 7–6(2), 6–2   |
| St. Pölten, Austria                | 1996 | Marcelo Ríos (1)      | Félix Mantilla         | 6–2, 6–4      |
| St. Pölten, Austria                | 1995 | Thomas Muster (4)     | Bohdan Ulihrach        | 6–3, 3–6, 6–1 |
| St. Pölten, Austria                | 1994 | Thomas Muster (3)     | Tomás Carbonell        | 4–6, 6–2, 6–4 |
| Genova, Italia                     | 1993 | Thomas Muster (2)     | Magnus Gustafsson      | 7–6(3), 6–4   |
| Genova, Italia                     | 1992 | Andrij Medvedjev      | Guillermo Pérez Roldán | 1–6, 6–3, 6–3 |
| Genova, Italia                     | 1991 | Carl-Uwe Steeb        | Jordi Arrese           | 6–3, 6–4      |
| Genova, Italia                     | 1990 | Ronald Agénor         | Tarik Benhabiles       | 3–6, 6–4, 6–3 |
| Bari, Italia                       | 1989 | Juan Aguilera         | Marián Vajda           | 4–6, 6–3, 6–4 |
| Bari, Italia                       | 1988 | Thomas Muster (1)     | Marcelo Filippini      | 2–6, 6–1, 7–5 |
| Bari, Italia                       | 1987 | Claudio Pistolesi     | Francesco Cancellotti  | 6–7, 7–5, 6–3 |
| Bari, Italia                       | 1986 | Kent Carlsson         | Horacio de la Peña     | 7–5, 6–7, 7–5 |
| Bari, Italia                       | 1985 | Claudio Panatta       | Lawson Duncan          | 6–2, 1–6, 7–6 |
| Bari, Italia                       | 1984 | Henrik Sundström      | Pedro Rebolledo        | 7–5, 6–4      |

### Doppio
| Località                           | Anno                                   | Campioni                             | Finalisti                   | Punteggio            |
| Pörtschach am Wörther See, Austria |                                        |                                      |                             |                      |
| ---------------------------------- | -------------------------------------- | ------------------------------------ | --------------------------- | -------------------- |
| Pörtschach am Wörther See, Austria | 2008                                   | Marcelo Melo André Sá                | Julian Knowle Jürgen Melzer | 7–5, 6(3)–7, [13–11] |
| Pörtschach am Wörther See, Austria | 2007                                   | Simon Aspelin Julian Knowle          | Leoš Friedl David Škoch     | 7–6(6), 5–7, [10–5]  |
| Pörtschach am Wörther See, Austria | 2006                                   | Paul Hanley (2) Jim Thomas           | Oliver Marach Cyril Suk     | 6–3, 4–6, [10–5]     |
| St. Pölten, Austria                |                                        |                                      |                             |                      |
| 2005                               | Lucas Arnold Ker Paul Hanley (1)       | Martin Damm Mariano Hood             | 6–3, 6–4                    |                      |
| 2004                               | Mariano Hood Petr Pála (3)             | Tomáš Cibulec Leoš Friedl            | 3–6, 7–5, 6–4               |                      |
| 2003                               | Simon Aspelin Massimo Bertolini        | Sargis Sargsian Nenad Zimonjić       | 6–4, 6–7, 6–3               |                      |
| 2002                               | Petr Pála (2) David Rikl (2)           | Mike Bryan Michael Hill              | 7–5, 6–4                    |                      |
| 2001                               | Petr Pála (1) David Rikl (1)           | Jaime Oncins Daniel Orsanic          | 6–3, 5–7, 7–5               |                      |
| 2000                               | Mahesh Bhupathi Andrew Kratzmann       | Andrea Gaudenzi Diego Nargiso        | 7–6(10), 6(2)–7, 6–4        |                      |
| 1999                               | Andrew Florent Andrej Ol'chovskij      | Brent Haygarth Robbie Koenig         | 5–7, 6–4, 7–5               |                      |
| 1998                               | Jim Grabb David Macpherson             | David Adams Wayne Black              | 6–4, 6–4                    |                      |
| 1997                               | Kelly Jones Scott Melville             | Luke Jensen Murphy Jensen            | 6–2, 7–6                    |                      |
| 1996                               | Sláva Doseděl Pavel Vízner             | David Adams Menno Oosting            | 6–7, 6–4, 6–3               |                      |
| 1995                               | Bill Behrens Matt Lucena               | Libor Pimek Byron Talbot             | 7–5, 6–4                    |                      |
| 1994                               | Vojtěch Flégl Andrew Florent           | Adam Malik Jeff Tarango              | 3–6, 6–1, 6–4               |                      |
| Genova, Italia                     |                                        |                                      |                             |                      |
| 1993                               | Sergio Casal Emilio Sánchez            | Mark Koevermans Greg Van Emburgh     | 6–3, 7–6                    |                      |
| 1992                               | Shelby Cannon Greg Van Emburgh         | Paul Haarhuis Mark Koevermans        | 6–1, 6–1                    |                      |
| 1991                               | Marcos Górriz Alfonso Mora             | Massimo Ardinghi Massimo Boscatto    | 5–7, 7–5, 6–3               |                      |
| 1990                               | Tomás Carbonell Udo Riglewski          | Cristiano Caratti Federico Mordegan  | 7–6, 7–6                    |                      |
| Bari, Italia                       |                                        |                                      |                             |                      |
| 1989                               | Simone Colombo Claudio Mezzadri        | Sergio Casal Javier Sánchez          | 0–6, 6–3, 6–3               |                      |
| 1988                               | Thomas Muster Claudio Panatta (2)      | Francesco Cancellotti Simone Colombo | 6–3, 6–1                    |                      |
| 1987                               | Christer Allgårdh Ulf Stenlund         | Roberto Azar Marcelo Ingaramo        | 2–6, 7–5, 7–5               |                      |
| 1986                               | Gary Donnelly Tomáš Šmíd               | Sergio Casal Emilio Sánchez          | 2–6, 6–4, 6–4               |                      |
| 1985                               | Alejandro Ganzábal Claudio Panatta (1) | Marcel Freeman Laurie Warder         | 6–4, 6–2                    |                      |
| 1984                               | Stanislav Birner Libor Pimek           | Marcel Freeman Tim Wilkison          | 2–6, 7–6, 6–4               |                      |